# 増山元三郎
増山 元三郎（ますやま もとさぶろう、1912年10月3日 - 2005年7月3日）は、日本の数理統計学者。

## 来歴
北海道小樽市生まれ。旧制第一高等学校理科乙類を経て、1937年に東京帝国大学理学部物理学科を卒業。中央気象台衛生気象係。1939年、東京大学医学部物療内科教室嘱託。1943年「ベクトル量の相関測度について」で理学博士の学位を取得。1944年文部省統計数理研究所第三部兼任所員。1952～1953年インド統計研究所客員教授として、P・C・マハラノビス所長のもとで研究。1965年ノースカロライナ大学統計学部客員、1966年カトリック大学数学科統計研究室教授、1970年～1988年、東京理科大学教授。
戦後日本の推測統計学の分野の確立に努めた。また、社会的問題の解決に統計学的手法を適用し、1971年のサリドマイド訴訟では、原告側の証人として催奇の因果関係があることを統計学的に立証した。
1947年に「標本抽出による推計理論の発展と応用」により朝日賞。1951年には日本科学技術連盟が選定したデミング賞の第1回受賞者となった。映画監督の今村昌平は義弟にあたる。

## 受賞歴
- 1947年 - 朝日賞
- 1951年 - デミング賞

## 著書
- 『少数例の纒め方と実験計画の立て方 特に臨床医学に携はる人達の為に』河出書房 1943 http://ebsa.ism.ac.jp/ebooks/node/176
- 『実験計画法大要』学術図書出版社 1948
- 『推計学の話』朝日新聞社 1949
- 『工場技術者のための実験計画法の話』日本規格協会 1950
- 『推計学への道』東大協組出版部 1950
- 『数に語らせる 新しい統計の話』岩波書店 少国民のために 1951
- 『推計紙の使い方 調査研究の計画と結果の解析に役立つ図計算法』日本規格協会 1951
- 『工場技術者のための実験計画法の話. [第1,2]日本規格協会 1953-1955.
- 『実験計画法』岩波全書 1956
- 『実験公式の求め方』竹内書店 現代応用数学双書 1962
- 『少数例のまとめ方 改稿版』竹内書店 現代応用数学双書 1964
- 『デタラメの世界』岩波新書 1969
- 『コンピュータの部品になりたくない学生諸君へ 越声集より』みすず書房 1987
- 『成長の個体差 ヒトの成長直線をめぐって』みすず書房 1994

### 共編著
- 奥津恭『工場における推計学の問題とその解き方』訂補再版 北川敏男共校閲補注 共立出版 1953
- 『パンチカードの理論と実際』平山健三,中村重男共編 南江堂 1957
- 『統計学へのいざない』内藤勝,森口繁一共編 東京大学出版会 1959
- 『サリドマイド 科学者の証言』編 東京大学出版会 UP選書　1971
- 『実験計画法 その発展と最近の話題』奥野忠一,田口玄一,竹内啓,広津千尋共著 東京大学出版会 1974

### 翻訳
- デミング『抽出調査の話』斉藤金一郎共訳 日本評論社 1950
- M.H.クヌーイュ『現場むきの統計計算 やさしくて早い推定・検定法』監訳 日本規格協会 1961
- 『オルルク掛け算表』日本科学技術連盟 1963